# Viyaleta Bardzilouskaya
Viyaleta Aleksandrovna Bardzilouskaya (Mahilou, 7 de junho de 2005) é uma ginasta de trampolim bielorrussa.

## Início da vida
Bardzilouskaya nasceu em 7 de junho de 2005 em Mahilou, filha de Aleksandr e Galina. Ela começou a ginástica de trampolim quando tinha quatro anos de idade. Seu irmão também competiu em ginástica de trampolim, mas se aposentou devido a problemas de saúde.

## Carreira
Bardzilouskaya ficou em 19º lugar como individual nas Competições Mundiais de Faixa Etária de 2017 na categoria de 11 a 12 anos. Ela competiu no Campeonato Europeu Júnior de 2021 e ganhou uma medalha de ouro na competição de sincronismo com sua parceira Maryia Siarheyeva. Além disso, a equipe de trampolim da Bielorrússia ganhou a medalha de prata atrás da Rússia. Então, nas Competições Mundiais de Faixa Etária de 2021, Bardzilouskaya e Siarheyeva ganharam a medalha de prata no sincronismo. Bardzilouskaya também ficou em 49º lugar na competição individual.
Bardzilouskaya fez sua estreia internacional sênior em fevereiro de 2022 na Copa do Mundo de Baku e terminou em sétimo na final individual. Em março de 2022, a Federação Internacional de Ginástica (FIG) baniu atletas russos e bielorrussos devido à invasão russa da Ucrânia. Bardzilouskaya ainda competiu em competições nacionais, ganhando o título nacional individual bielorrusso em 2022. Em 2024, a FIG aprovou certos atletas como "neutros" para retornar à competição internacional. Ela voltou à competição na Copa do Mundo de Baku de 2024 e terminou em décimo na semifinal, tornando-se a primeira reserva para a final. Ela então competiu na Copa do Mundo de Cottbus e ficou em 12º lugar.
Bardzilouskaya ganhou uma cota para os Jogos Olímpicos de 2024 com seus resultados na série da Copa do Mundo de 2024. Em junho, ela foi aprovada para competir como Atleta Individual Neutra pelo Comitê Olímpico Internacional. Nos Jogos Olímpicos, ela ganhou a medalha de prata na competição individual de trampolim atrás da britânica Bryony Page. Ela foi a primeira das 32 atletas individuais neutras a ganhar uma medalha.